# Drimia hesperia
Drimia hesperia är en sparrisväxtart som först beskrevs av Philip Barker Webb och Sabin Berthelot, och fick sitt nu gällande namn av John Charles Manning och Peter Goldblatt. Drimia hesperia ingår i släktet Drimia och familjen sparrisväxter. Inga underarter finns listade i Catalogue of Life.